# Stade communal de Schaerbeek
Le Stade communal de Schaerbeek (en néerlandais : Gemeentestadion), auparavant connu sous le nom de Stade du Crossing (en néerlandais : Crossingstadion), est un stade omnisports belge (servant principalement pour le football) situé dans la commune de Schaerbeek, à Bruxelles, la capitale du pays.
Le stade, doté de 3 500 places et inauguré en 1914, sert de domicile pour les équipes de football du Crossing de Schaerbeek, du Racing Club de Schaerbeek et du Football Club Kosova Schaerbeek.

## Histoire
Lors de l'aménagement du Parc Josaphat, il est décidé de dédier une partie du parc à un espace sportif pour y pratiquer le football, l'athlétisme et le tennis. Le stade (conçu par l'architecte paysagiste Edmond Galoppin et l'architecte municipal Gaston Bertrand) est inauguré le 19 juillet 1914 avec une tribune d'origine en bois.
Il était prévu de remplacer les tribunes en bois dans les années 1930, mais le remplacement des tribunes ne se fait finalement que dans les années 1960 avec la construction de supports en béton avec une grande verrière métallique (conçus par l'architecte Augustin Rogiers).
Dans les années 1950 existait également un second terrain de football juxtaposant le stade, nommé Stade Renan.
Jusqu'en 1969, l'enceinte héberge les rencontres du R. CS Schaerbeek.
Le record d'affluence au stade du Crossing est de 17 000 spectateurs, le 14 mars 1971, lors d'une victoire 2-0 du Crossing de Schaerbeek contre le RSC Anderlecht.
Le stade est ensuite utilisé par des clubs amateurs de Schaerbeek. L'endroit, avec une grande tribune reconnue « monument classé » tombe ensuite à l'abandon (certaines parties des bâtiments devenant même interdites d'utilisation).
En 2009, un plan de rénovation de plus de 10 millions € à grande échelle est élaboré, entièrement financé par Beliris. En 2012, le stade est transformé en un complexe sportif modernisé (deux terrains de football, deux terrains de basket-ball), et les deux tribunes sont conservées. L'inguration du nouveau stade est effective le 2 décembre 2012.

## Événements
- 1984 : Concert de Bob Dylan[3] (devant 20 000 spectateurs).

## Galerie

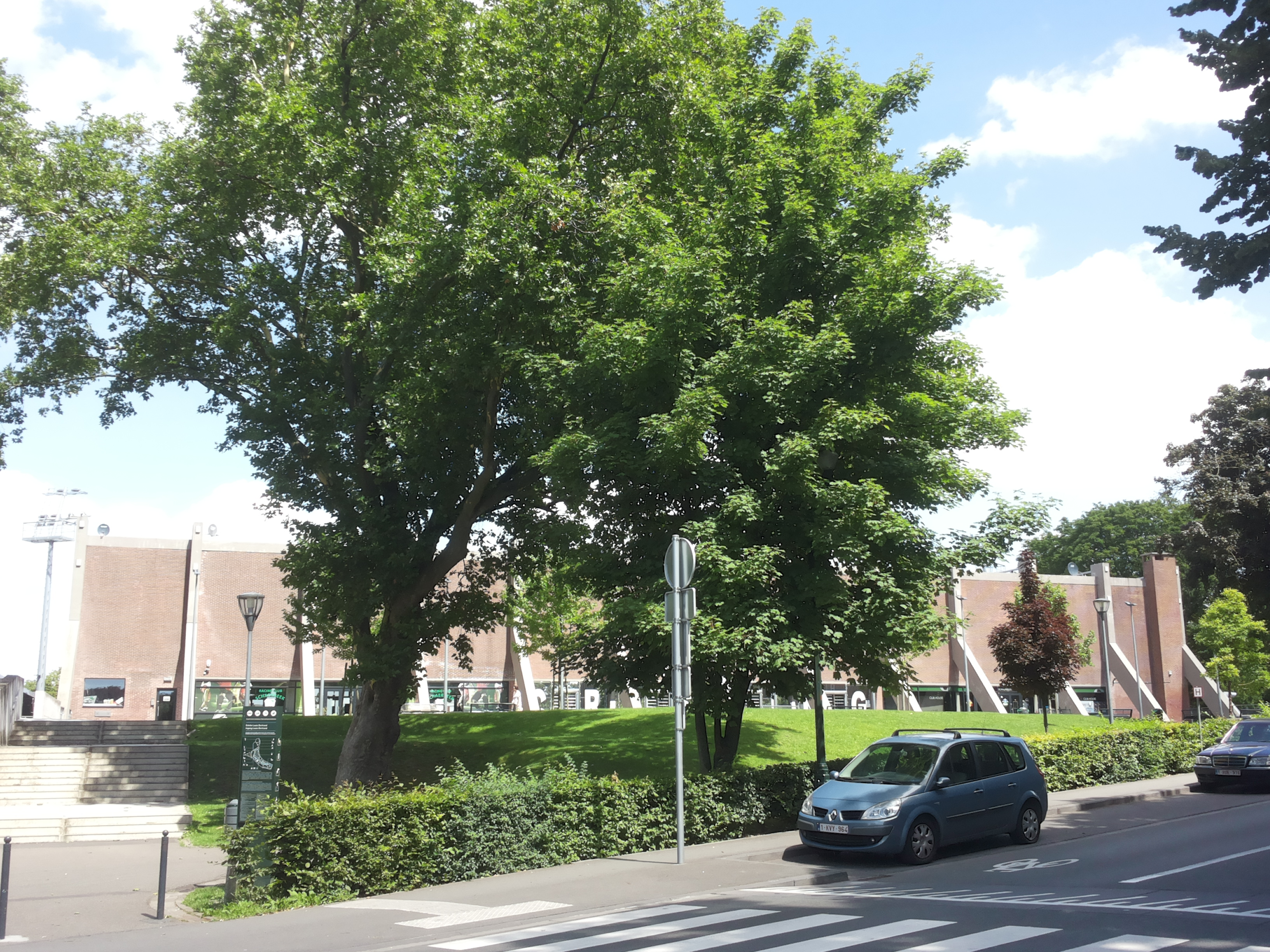
Vue de l'extérieur du stade
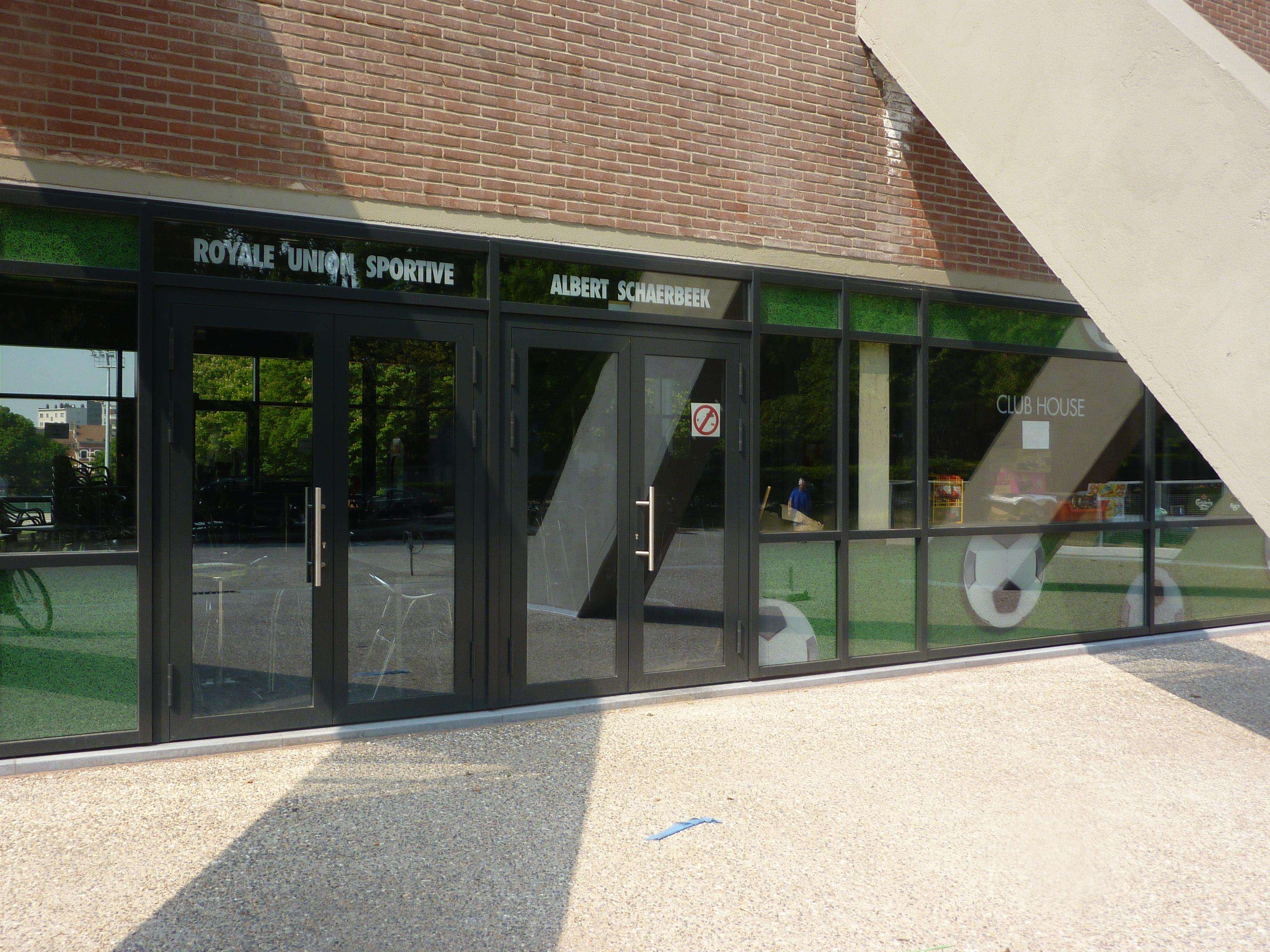
Club house du Crossing